# Jörg Jantzen
Jörg Jantzen (geboren 20. Dezember 1942 in Hamburg) ist Präsident der Internationalen Schelling-Gesellschaft und außerplanmäßiger Professor (apl.) für Philosophie in München.

## Leben
Jantzen machte sein Abitur am Humanistischen Gymnasium Christianeum. Im Anschluss absolvierte er ein Studium der Geschichte, Germanistik und Philosophie in Innsbruck, Freiburg, Hamburg, Berlin (FU) und München. 1972 promovierte er in München an der LMU mit einer Dissertation über Parmenides zum Verhältnis von Sprache und Wirklichkeit. 1985 habilitierte er sich in München mit einer Schrift über Idee und Eigenschaft. Untersuchungen zum platonischen Begriff des Wirklichen. Seine akademischen Lehrer waren Helmut Kuhn, Hermann Krings.
Jantzen ist Geschäftsführender Herausgeber der Historisch-Kritischen Ausgabe der Werke Schellings und geschäftsführender Sekretär der Schelling-Kommission der Bayerischen Akademie der Wissenschaften München. Er ist apl. Professor für Philosophie an der LMU.
Seine Arbeitsschwerpunkte sind Klassische Ontologie, Transzendentalphilosophie (insbesondere Erkenntnistheorie, Kategorienlehre), Philosophische Logik (vorwiegend Prädikationstheorien), Naturphilosophien (hauptsächlich des 18. Jahrhunderts), Platon, Aristoteles, Hellenisten (Stoa, Epikur, Skepsis), Descartes.

## Werke
- Parmenides zum Verhältnis von Sprache und Wirklichkeit, München 1976
- (Hrsg.): Die Realität des Wissens und das wirkliche Dasein: Erkenntnisbegründung und Philosophie des Tragischen beim frühen Schelling, Stuttgart 1998
- mit Thomas Buchheim, Jochem Hennigfeld, Wilhelm G. Jacobs, Siegbert Peetz (Hrsg.): Friedrich Wilhelm Joseph Schelling: Historisch-kritische Ausgabe Im Auftrag der Bayerischen Akademie der Wissenschaften (Schelling – Edition und Archiv), Stuttgart 1976ff
- mit Friedrich Vollhardt (Hrsg.): Das Unendliche endlich dargestellt. Schellings Philosophie  der Kunst im Kontext der Ästhetik und Kunst um 1800, Stuttgart (angekündigt)
- mit Peter L. Oesterreich (Hrsg.) Schellings philosophische Anthropologie, Stuttgart 2002